# Maria Hasse
Maria-Viktoria Hasse (Warnemünde, 30 de mayo de 1921 - 10 de enero de 2014) fue una matemática alemana que se convirtió en la primera profesora en la facultad de matemáticas y ciencias en Universidad Técnica de Dresde (TUD). Escribió libros sobre teoría de conjuntos y teoría de categorías, y es conocida como una de los homónimos del teorema de Gallai-Hasse-Roy-Vitaver en la coloración de gráficos. 

## Educación y carrera
Hasse nació en Warnemünde .  Ella fue al Gymnasium en Rostock, y después de un término en el Reich Labor Service de 1939 a 1940, estudió matemáticas, física y filosofía en la Universidad de Rostock y en la Universidad de Tübingen de 1940 a 1943, obteniendo un diplomado en 1943 de Rostock.  Continuó en Rostock como asistente y conferencista, obteniendo un doctorado (Dr. rer. nat.) En 1949 y una habilitación en 1954.   Su tesis doctoral, Über eine singuläre Intergralgleichung 1. Art mit logarithmischer Unstetigkeit fue supervisada por Hans Schubert (Es una ecuación integral singular del primer tipo con discontinuidad logarítmica);  su tesis de habilitación fue Über eine Hillsche Differentialgleichung (en la ecuación diferencial de Hill).  Trabajó como profesora de álgebra en TUD desde 1954 hasta su retiro en 1981.

## Aportaciones
Con Lothar Michler, Hasse escribió Theorie der Kategorien (Deutscher Verlag, 1966). También escribió Grundbegriffe der Mengenlehre und Logik (Conceptos básicos de la teoría de conjuntos y la lógica) (Harri Deutsch, 1968).
En la teoría de la coloración gráfica , el teorema de Gallai – Hasse – Roy – Vitaver proporciona una dualidad entre las coloraciones de los vértices de una gráfica y las orientaciones de sus bordes. Indica que el número mínimo de colores necesarios en una coloración es igual al número de vértices en una ruta más larga , en una orientación elegida para minimizar la longitud de esta ruta. Fue declarado en 1958 en un libro de texto de teoría de grafos de Claude Berge , y publicado independientemente por Hasse, Tibor Gallai , B. Roy y L. Vitaver. La publicación de este resultado de Hasse fue la segunda cronológicamente, en 1965. 